# Stenellipsis basicristata
Stenellipsis basicristata là một loài bọ cánh cứng trong họ Cerambycidae.